# Tin Hinan
Tin Hinan é o nome dado pelo povo Tuaregue a uma mulher nobre nascida no século IV, cuja monumental tumba fica perto do oásis de Abalessa, a oeste de Hoggar. O significado do nome remete ao tipo de vida levada pelos Tuaregues: "aquela-que-vive-em-tendas" é a interpretação literal do nome, cujo significado real seria "mãe da tribo" ou então "rainha dos que acampam". Os Tuaregues a chamam por vezes pelo nome tamenukalt que por sua vez significa "líder" ou "rainha". 
De acordo com suas tradições orais, os tuaregues são descendentes de Tin Hinan, escavações realizadas em 1929 e 1933 em um monumento fúnebre em Abalessa, a oeste do Hoggar, parecem confirmar essas tradições.
Os tuaregues afirmavam que Tin-Hinan teve três filhas, das quais se originaram as três famílias nobres do Hoggar, sendo supostamente a ancestral de certos grupos Kel Ahaggar. Seus restos mortais foram encontrados por escavadores em 1925.